# Hans Pretterebner
Hans Pretterebner (* 8. April 1944 in Haselsdorf bei Graz, Steiermark; † 12. Oktober 2024 in Wien) war ein österreichischer Journalist. Er hat unter anderem den Fall Lucona aufgedeckt und brachte 1987 den Bestseller Der Fall Lucona heraus.

## Leben
Nach der Matura 1963 war Hans Pretterebner Verlagsangestellter und danach Direktionsassistent in einem mittleren Industriebetrieb. Vom 7. November 1994 bis zum 28. September 1995 war er Abgeordneter der FPÖ zum österreichischen Nationalrat der XIX. Gesetzgebungsperiode.
Er war Herausgeber der Zeitschriften Politische Briefe (1975–1983), TOP Informationen (1994–1997) und der Schriftenreihe Standpunkt (2002–2004).
Als Besitzer des Schlosses Wetzlas betrieb er es bis 2021 als Ferienschloss und Jugendgästehaus. Er wurde am Wiener Zentralfriedhof bestattet.

## Schriften
- Der Fall Lucona: Ost-Spionage, Korruption und Mord im Dunstkreis der Regierungsspitze. 1. Aufl. Dezember 1987, ISBN 3-900710-01-5.
- Das Netzwerk der Macht: Anatomie der Bewältigung eines Skandals. 1993, ISBN 3-900710-02-3.